# Сострат Книдски
Сострат Книдски е древногръцки архитект.

## Биография
Роден е около 3 век пр.н.е. в Книдос, Мала Азия. Проектира Александрийския фар, едно от Седемте чудеса на света, около 240 г. пр.н.е. на остров Фарос до град Александрия в Египет. На мраморната стена на съоръжението Сострат изсякъл надписа: „Сострат, син на Дексифан от Книдос, посветил на бога-спасител на моряците“. Отгоре закрива надписа с друг надпис за прослава на Птолемеите (Фарът е строен по времето на фараон Птолемей II).